# Usborne Publishing
 (mai 2023).
Si vous disposez d'ouvrages ou d'articles de référence ou si vous connaissez des sites web de qualité traitant du thème abordé ici, merci de compléter l'article en donnant les références utiles à sa vérifiabilité et en les liant à la section « Notes et références ».
Fondée par Peter Usborne en 1973, Usborne Publishing est une maison d’édition indépendante de livres pour enfants domiciliée au Royaume-Uni[Où ?]. Les livres Usborne sont traduits en plus de 90 langues et sont disponibles dans le monde entier : États-Unis, Canada, Australie, Nouvelle-Zélande et sur d’autres marchés en langue anglaise, ainsi qu’en France, en Italie, en Espagne et aux Pays-Bas[réf. nécessaire]. Ailleurs, les livres Usborne sont traduits et publiés sous le nom d’un éditeur local.